# Marcos y Marceliano
Marcos y Marceliano (en latín: Marcus y Marcellianus) son dos mártires venerados como santos por la Iglesia católica y la Iglesia ortodoxa. Su devoción se asocia a veces con la de los santos Tranquilino, Marcia, Nicostrato, Zoé, Cástulo y Tiburcio, aunque no en el 'Martirologio Romano' oficial de la Iglesia, que sólo menciona a Marcos y a Marcelino (en primer lugar) entre los santos del 18 de junio. La mención de ambos en el Calendario romano general es anterior a la reforma del Calendario tridentino en 1969 (bula Mysterii Paschalis), ya que no se sabía nada de ellos salvo sus nombres, el hecho de que fueron mártires y fueron enterrados el 18 de junio en las catacumba que lleva el nombre de ambos en la Vía Ardeatina.
Las leyendas sobre los dos afirman que fueron martirizados en Roma en tiempos del emperador Diocleciano a finales del siglo III, probablemente en el año 286. Aparecen en la mayoría de los martirologios antiguos, incluido el romano, y su martirio fue descrito en los Hechos de San Sebastián, que, aunque antiguos, son completamente legendarios.

## Leyenda
Según la tradición, Marcos y Marceliano eran hermanos gemelos de una familia distinguida. Vivieron en Roma y se convirtieron en diáconos de la Iglesia primitiva. Cuando se negaron a sacrificar a los dioses romanos, fueron arrestados. Sus padres, Tranquillinus y Martia, los visitaron en la cárcel, instándoles a renunciar a ser cristianos.
Sin embargo, san Sebastián los convenció de no abandonar su fe. Sebastián convirtió a Tranquillino y a Marcia, así como a Tiburcio, hijo de Agrestius Chromatius, supuestamente prefecto de Roma. Nicostratus, otro funcionario, y su esposa Zoe, también se convirtieron. Según la leyenda, Zoe había sido muda durante seis años. Sin embargo, hizo saber a Sebastián su deseo de convertirse a la Iglesia. En cuanto lo hizo, recuperó el habla. Nicostratus trajo entonces al resto de los prisioneros; se trataba de dieciséis personas que también fueron convertidas por Sebastián.
Cromacio y Tiburcio se convirtieron, y Cromacio liberó a todos sus prisioneros, renunció a su cargo y se retiró a Campania.
Marcos y Marcelino fueron ocultados por Cástulo, un oficial cristiano, pero fueron traicionados por un apóstata, Torcuato. Los gemelos fueron de nuevo detenidos. El supuesto sucesor de Cromacio, Fabiano, los condenó a ser atados con la cabeza hacia abajo a dos pilares con los pies clavados en ellos. Marcos y Marcelino permanecieron colgados durante un día entero hasta que fueron atravesados con lanzas. Los gemelos fueron enterrados en la Vía Ardeatina, cerca del cementerio de Domitila.
Mientras tanto, Zoe fue colgada a la rama de un árbol y se encendió un fuego bajo sus pies, y fue asesinada. Nicostrato y otros cinco se ahogaron en el Tíber.  Tiburcio fue arrojado a una zanja y enterrado vivo.

## Veneración
Los cuerpos de Marco y Marceliano fueron trasladados, probablemente durante el siglo IX, a la Iglesia de Santi Cosma e Damiano. Fueron descubiertos allí en 1583 durante el reinado del Papa Gregorio XIII.
Los cuerpos permanecen allí en una tumba, cerca de una antigua pintura de los dos mártires con una tercera persona, que parece ser la Virgen María. En 1902 se redescubrió su basílica en las catacumbas de Santa Balbina.
Son venerados en la ciudad de Badajoz desde 1699, de hecho, son patrones secundarios de la archidiócesis de Mérida-Badajoz. Esto es en acción de gracias a la salvación de la ciudad de un incendio en un almacén de pólvora en el siglo XVII, hizo que fueran conocidos con el nombre de Santos del almacén.